# الوالي (أسماء الله الحسنى)
الوالي اخُتلِف في أنه من أسماء الله الحسنى، وهو قريب من معنى اسمي الولي والمولى، وكان ممن ذكر الوالي في أسماء الله الحسنى الوليد بن مسلم، والصنعاني، والبيهقي، ومعنى الوالي هو :مالك الأشياء جميعها والمتصرف فيها.

## في القرآن الكريم
ورد في القرآن الكريم مرة واحدة منونًا في قوله تعالى:﴿لَهُ مُعَقِّبَاتٌ مِنْ بَيْنِ يَدَيْهِ وَمِنْ خَلْفِهِ يَحْفَظُونَهُ مِنْ أَمْرِ اللَّهِ إِنَّ اللَّهَ لَا يُغَيِّرُ مَا بِقَوْمٍ حَتَّى يُغَيِّرُوا مَا بِأَنْفُسِهِمْ وَإِذَا أَرَادَ اللَّهُ بِقَوْمٍ سُوءًا فَلَا مَرَدَّ لَهُ وَمَا لَهُمْ مِنْ دُونِهِ مِنْ وَالٍ ۝١١﴾ سورة الرعد:11
- قال القرطبي:[2] «وما لهم من دونه من وال أي ملجأ; وهو معنى قول السدي، وقيل : من ناصر يمنعهم من عذابه; وقال الشاعر :

ووال وولي كقادر وقدير»
- وقال السعدي:[3] «يتولى أمورهم فيجلب لهم المحبوب، ويدفع عنهم المكروه، فليحذروا من الإقامة على ما يكره الله خشية أن يحل بهم من العقاب ما لا يرد عن القوم المجرمين.»